# 松平村
松平村（まつだいらむら）は、かつて新潟県東頸城郡にあった村。

## 沿革
- 1889年（明治22年）4月1日 - 町村制施行に伴い東頸城郡松代村、池尻村、千年村、松山新田、小荒戸村、小屋丸村、太平村、菅苅村、田沢村が合併し、松平村が発足。
- 1901年（明治34年）11月1日 - 東頸城郡峰方村、伊沢村と合併し、松代村となり消滅。